# Magelhaenpinguïn
De magelhaenpinguïn (Spheniscus magellanicus) is een zeevogel uit de familie van de pinguïns (Spheniscidae). De soort is vernoemd naar Ferdinand Magellaan.

## Kenmerken
De vogel is 70 tot 76 cm lang en weegt 4 tot 6 kg. Deze pinguïn lijkt sterk op de zwartvoetpinguïn (S. demersus) en de humboldtpinguïn (S. humboldti); het is een zwart en wit gekleurde zeevogel met een doorlopend band over buik en borst. De magelhaenpinguïn heeft op de bovenborst een dubbele band die de andere Spheniscus-soorten missen.

## Leefwijze
Deze pinguïns leven van kleine visjes die ver in zee in scholen voorkomen zoals bepaalde soorten ansjovis (Engraulis anchoita en E. ringens) verder schaaldieren. De prooigrootte ligt tussen 2,5 en 16 cm. Ze blijven boven het continentale plat, maar soms wel honderden kilometers van de broedplaatsen en zij duiken tientallen meters diep (tot 100 meter).

## Verspreiding
De magelhaenpinguïns nestelen langs de kusten van zowel de Atlantische Oceaan als de Grote Oceaan van de Zuidkegel (Zuid-Amerika). Er zijn 66 locaties in Argentinië, 31 in Chili en 100 op de Falklandeilanden. Vogels van de Atlantische kusten verblijven buiten de broedtijd tot aan de kusten van Zuid-Brazilië, vogels van de Grote oceaan zwerven gemiddeld minder ver uit, maar dwaalgasten zijn tot aan de kust van El Salvador,  het Antarctisch Schiereiland, Australië en Nieuw-Zeeland aangetroffen.

## Status
De grootte van de populatie werd in 2015 door BirdLife International geschat op 1,1 tot 1,6 miljoen broedparen en de populatie-aantallen nemen af. In 43 van de 66 Argentijnse broedkolonies werd een achteruitgang in de buurt van 30% over een periode van 10 jaar geconstateerd. De grootste bedreigingen voor deze zeevogels zijn de grootschalige beroepsvisserij en oliewinning  op zee (en daarmee gepaard gaande olievervuiling) en klimaatverandering. Om deze redenen staat deze soort als gevoelig op de Rode Lijst van de IUCN.